# Lista dos álbuns mais ouvidos no Spotify
Esta lista apresenta os dez álbuns mais ouvidos na plataforma de streaming de música Spotify. Os dados, baseados no número de escutas de cada música, são recolhidos pelo site kworb.net.

## Lista dos 10 álbuns mais ouvidos no Spotify
| Posição | Álbum                 | Artista        | Ano de Lançamento | Streams       |
| 1⁰      | Un Verano Sin Ti      | Bad Bunny      | 2022              | 19.93 bilhões |
| 2⁰      | ÷                     | Ed Sheeran     | 2017              | 16.36 bilhões |
| 3⁰      | Starboy               | The Weeknd     | 2016              | 15.78 bilhões |
| 4⁰      | SOUR                  | Olivia Rodrigo | 2021              | 15.18 bilhões |
| 5º      | Dua Lipa              | Dua Lipa       | 2017              | 13.93 bilhões |
| 6º      | Hollywood's Bleending | Post Malone    | 2019              | 13.68 bilhões |
| 7°      | Lover                 | Taylor Swift   | 2019              | 13.52 bilhões |
| 8º      | Future Nostalgia      | Dua Lipa       | 2020              | 12.69 bilhões |
| 9º      | beerbongs & bentleys  | Post Malone    | 2018              | 12.61 bilhões |
| 10º     | After Hours           | The Weeknd     | 2020              | 12.31 bilhões |
| ------- | --------------------- | -------------- | ----------------- | ------------- |

Dados de 02 de Agosto de 2025